# Lucius Junius Brutus

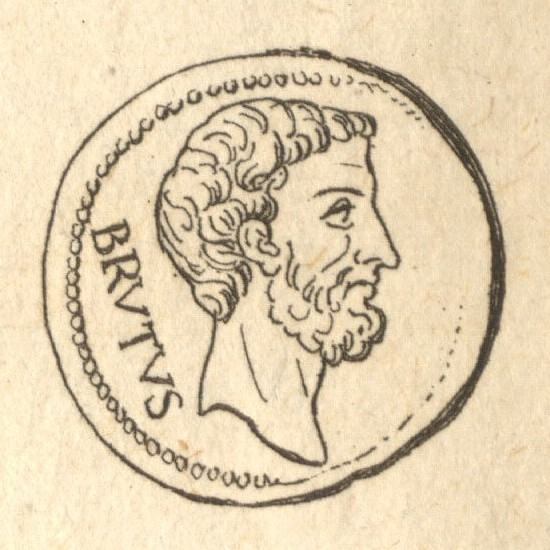
Lucius Iunius Brutus

Lucius Junius Brutus, in het Latijn gespeld als LVCIVS IVNIVS BRVTVS, was volgens de Romeinse overlevering een van de twee eerste consuls van de Romeinse Republiek.
Hij was een zoon van Tarquinia, de zus van koning Tarquinius Superbus. Een van zijn broers was het slachtoffer geworden van Tarquinius’ schrikbewind, en om zelf te kunnen overleven en door zijn oom met rust te worden gelaten, deed hij zich voor als achterlijk (brutus betekent zoveel als domoor).

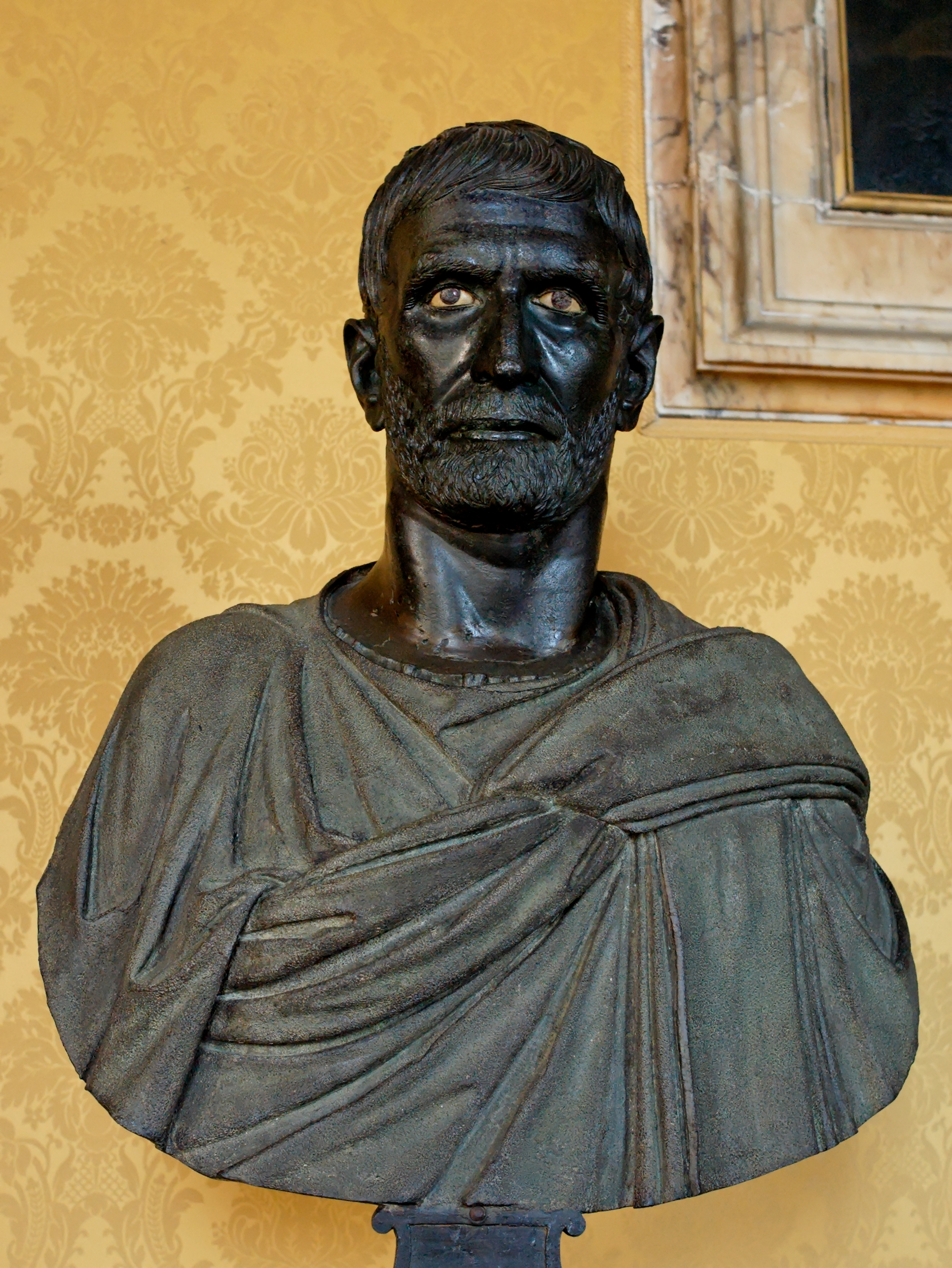
Capitolijnse Brutus

Brutus was aanwezig geweest bij de dood van Lucretia. Toen was de maat voor hem vol: hij legde eindelijk zijn voorgewende onnozelheid af en liet de aanwezige familieleden zweren dat ze de gehate monarchie omver zouden werpen. Ook zette hij het volk aan tot de algemene opstand. Na de uitdrijving van koning Tarquinius werd Brutus dan ook tot eerste consul verkozen, samen met zijn neef Collatinus, de echtgenoot van Lucretia.
Tarquinius begon echter heimelijk de jonge aristocraten op te zetten tegen de nieuwe staatsvorm, maar het complot lekte uit, en de samenzweerders werden gearresteerd. Het was een zware slag voor Brutus toen hij onder de gevangenen zijn zonen Titus en Tiberius herkende. Zijn vaderlijke gevoelens beletten hem echter niet om consequent de doodstraf over de verraders uit te spreken. De burgers waren zo kwaad over het verraad van de Tarquinii, dat zij alle personen die de gehate naam Tarquinius droegen, voorgoed uit de stad verbanden. Dat gebod gold ook voor Brutus’ medeconsul Lucius Tarquinius Collatinus, die tevens een Tarquinius was, hoewel hij een hekel had aan de koning. Collatinus nam consequent ontslag als consul en verliet de stad, waarna een vervanger werd gekozen.
Brutus sneuvelde uiteindelijk in een veldslag tegen de Tarquinii. In een tweegevecht met Tarquinius’ zoon Arruns werden beide tegenstanders door elkaars wapen dodelijk gewond.